# Till Fatumeh – Rapport från de osaligas ängder....
Till Fatumeh – Rapport från de osaligas ängder.... är trubaduren och vissångaren Cornelis Vreeswijks sist inspelade studioalbum. Albumet spelades in i september/oktober 1987. Vreeswijk var mycket sjuk under inspelningarna och gick bort en månad senare i levercancer efter en längre tids sjukdom. Albumet gavs ut postumt kort efter hans bortgång.

## Låtlista
Sångerna är skrivna av Cornelis Vreeswijk där inte annat anges.

### Sida A
1. Ann-Katrin farväl (Per Alm/Cornelis Vreeswijk) – 5:36
2. Hjärterum-stjärterum – 4:31
3. Tiggaren tar sig en rökare (Per Alm/Cornelis Vreeswijk) – 5:50
4. Bad trip blues (Per Alm/Cornelis Vreeswijk) – 4:42

### Sida B
1. Den dagen jag blev galen – 3:54
2. En gammal knarkare – 6:01
3. Blues för Fatumeh – 2:53
4. I väntan på en bränsleman (Per Alm/Cornelis Vreeswijk) – 5:05
5. En sång om gammelfjärden (Georg Riedel/Cornelis Vreeswijk) – 2:41

- Spår 2 sida B: Originaltitel: Ballad om en gammal knarkare, Narrgnistor 2, En halv böj blues och andra ballader
- Spår 3 sida B: Bananer - bland annat...

## Medverkande
- Cornelis Vreeswijk – sång, gitarr
- David Wilczewski – altsax, tenorsax
- Leif Lindvall – flygelhorn, trumpet
- Hans Muthas – dragspel
- Per Alm  –akustisk gitarr (spår A1, A3, A4, B4)
- Paul Svenre – keyboards
- Tomas Olsson – synthesizer
- Per Alm – elbas
- Andre Ferrari – slagverk
- Bengan Andersson – trummor
- Agneta Lundblad-Olsson, Kaj Högberg, Lilling Palmeklint, Margareta Andersson, Margareta Bengtsson, Monica Svensson – kör